# Sławniów
Sławniów – wieś w Polsce, położona w województwie śląskim, w powiecie zawierciańskim, w gminie Pilica.
| SIMC    | Nazwa  | Rodzaj    |
| ------- | ------ | --------- |
| 0219744 | Baran  | część wsi |
| 0219750 | Domki  | część wsi |
| 0219767 | Piaski | część wsi |

W latach 1975–1998 wieś administracyjnie należała do województwa katowickiego.
W 1595 roku wieś położona w powiecie lelowskim województwa krakowskiego była własnością kasztelana oświęcimskiego Wojciecha Padniewskiego. 
Od średniowiecza Sławniów występuje jako wieś prywatna we władaniu różnych rodów szlacheckich (najczęściej właścicieli zamku pilickiego).
Urodził się tu Ryszard Bartel – polski inżynier, konstruktor lotniczy, pilot i historyk lotnictwa, jeden z polskich pionierów lotnictwa.

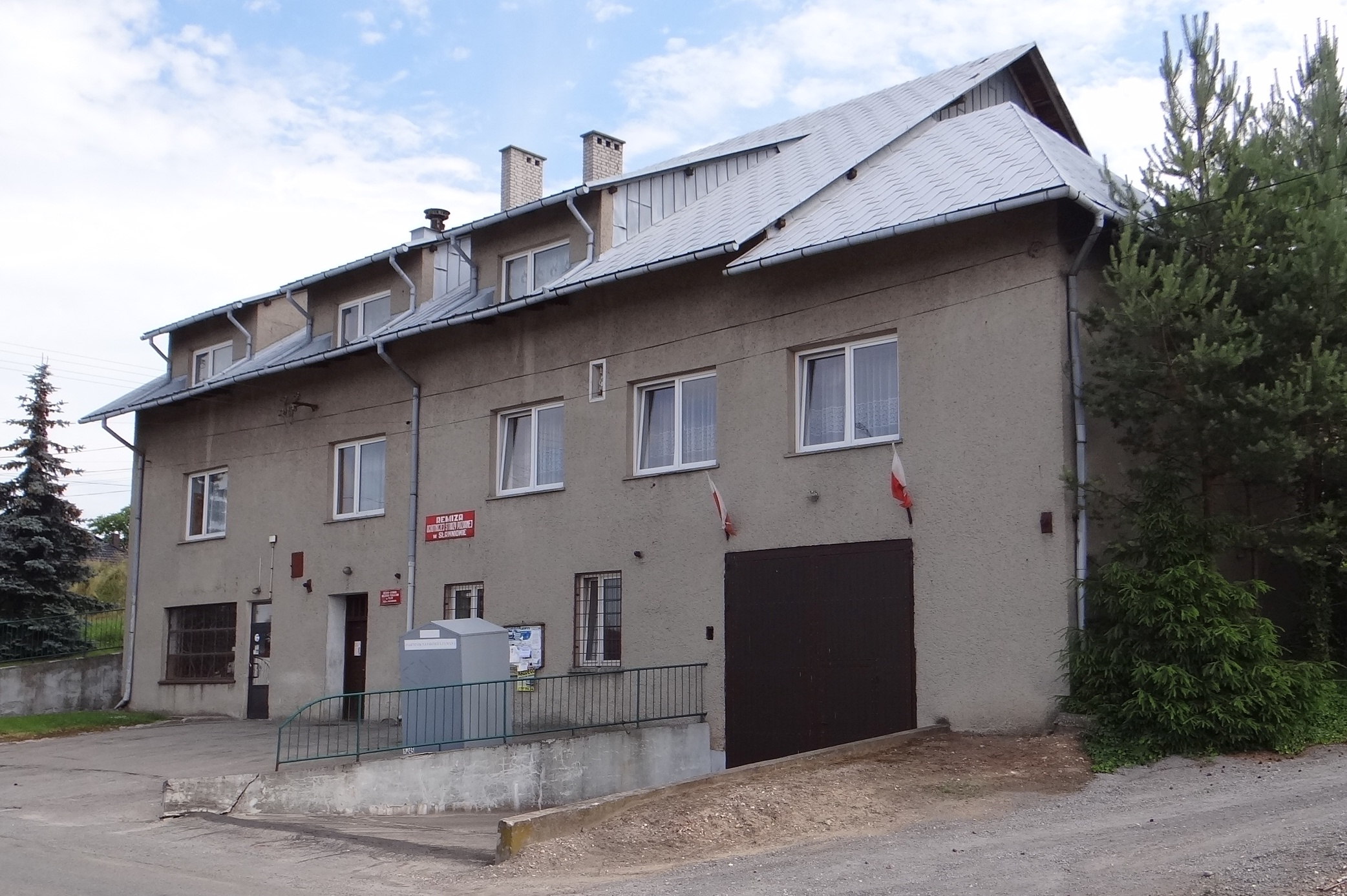
Remiza OSP